# 浜松市立北浜東部中学校
浜松市立北浜東部中学校（はままつしりつ きたはまとうぶちゅうがっこう）は、静岡県浜松市浜名区上善地にある公立中学校。2005年7月1日に、浜北市の合併に伴い校名変更。

## 歴史
- 1980年 - 浜北市立北浜東部中学校　開校

## 部活動
運動部
- 陸上競技
- 野球
- 女子ソフトボール
- サッカー
- ソフトテニス（男・女）
- 柔道
- バレーボール（男・女）
- 剣道

文化部
- 吹奏楽
- パソコン
- 美術

## 通学区域
- 浜松市立北浜北小学校
- 浜松市立北浜東小学校

## 学校周辺
- 静岡県立浜名高等学校
- 浜松市立北浜北小学校
- 浜松市立北浜東小学校
- 浜松市立北浜中央幼稚園
- 遠州小林駅